# ناوشکن کلاس دی (۱۹۱۳)
دیسترویر کلاس دی (۱۹۱۳) (به انگلیسی: D-class destroyer (1913)) یک کلاس از کشتی است که طول آن ۲۱۰ فوت (۶۴ متر) می‌باشد.